# Pas de deux
Pour les articles homonymes, voir Pas de deux (homonymie).
 (août 2024).

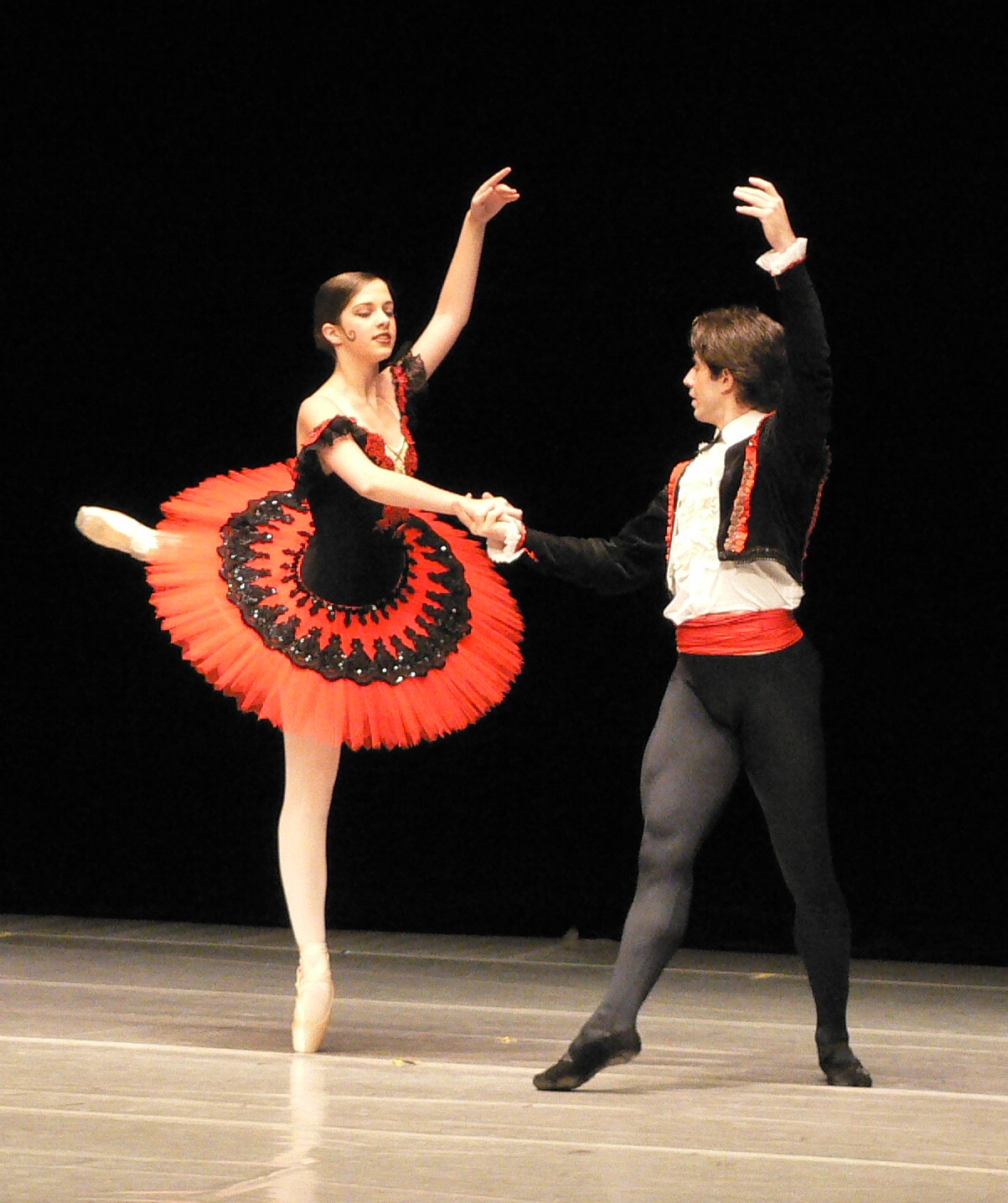
Grand « pas de deux » de Don Quichotte.

En danse, l'expression « pas de deux » fait référence au nombre d'interprètes, hommes ou femmes, exécutant ensemble une séquence d'un ballet, d'une chorégraphie. On trouve également, plus rarement, des « pas de trois » et des « pas de quatre ».
Le pas de deux fait généralement référence à la structure fixée par Marius Petipa au XIXe siècle, à savoir la succession de :
- l'adage : suite de mouvements amples des deux danseurs sur un rythme lent,
- les variations : démonstrations techniques réalisées alternativement en solo par les deux danseurs,
- la coda : morceau de bravoure réunissant les deux danseurs sur un rythme rapide.

## Historique
Héritier de l'entrée à deux, le pas de deux apparaît au milieu du XVIIIe siècle dans le ballet d'action et se développe pleinement au XIXe siècle dans le ballet romantique. Il symbolise alors l'amour du couple et illustre les moments les plus poétiques du ballet.
Marius Petipa lui donne une structure fixe, composée d'un adage, d'une variation masculine, d'une variation féminine et d'une coda. Alors que le danseur était jusque-là confiné dans un rôle de faire-valoir de la ballerine, Petipa lui permet de donner toute la mesure de sa virtuosité dans la coda.
Le XXe siècle perpétue cette tradition du pas de deux, tout en la détournant au profit de duos d'hommes (plus rarement de femmes) accentuant les mouvements acrobatiques : Maurice Béjart dans le Chant du compagnon errant, George Balanchine dans Agon, ou plus récemment Akram Khan et Sidi Larbi Cherkaoui dans Zero Degree. Un célèbre pas de deux de femmes a cependant marqué la danse contemporaine en 1982, avec Fase d'Anne Teresa De Keersmaeker dansé avec Michèle Anne De Mey.
Les chorégraphes contemporains préfèrent parler de « duo » plutôt que de pas de deux, même si certains, comme Angelin Preljocaj, continuent à utiliser cette dénomination qui accentue davantage la beauté plastique du duo.

## Quelques pas de deux célèbres
- Le Lac des cygnes, acte III
- Casse-noisette, acte II
- La Belle au bois dormant, acte III (Pas de deux de l'Oiseau bleu)
- Don Quichotte, acte IV (Grand Pas de deux)
- Le Spectre de la rose
- Roméo et Juliette, acte I
- Fase d'Anne Teresa De Keersmaeker, premier (Piano Phase), troisième (Come Out) et quatrième (Clapping Music) mouvements.